# 버즈혼
버즈혼(The Buzzhorn)은 미국 위스콘신주 밀워키 출신 하드 록 밴드이다.
두 장의 인디 음반을 발매한 후 2001년 애틀랜틱 레코드와 계약을 맺고 2002년에 메이저 데뷔 음반을 발매하였다.

## 멤버
- 라이언 뮬러(Ryan Mueller) - 보컬
- 버트 즈베버(Bert Zweber) - 기타
- 토드 조지프(Todd Joseph) - 베이스
- 롭 부에노(Rob Bueno) - 드럼

## 음반 목록
- 《Disconnected》(2002년)